# Jayme Specterow
Jayme Specterow CavMM (Belém, 2 de dezembro de 1933 – Rio de Janeiro, 19 de outubro de 2001) foi um médico e professor brasileiro.

## Biografia

### Primeiros anos e formação acadêmica
De origem judaica, Jayme nasceu em Belém, capital do Pará, ano de 1933, filho de Leôncio Specterow e Sol Specterow. Mudou-se para o Rio de Janeiro, então capital federativa do Brasil, para dedicar-se aos estudos. Formou-se no ano de 1960 em Medicina na Universidade do Estado do Rio de Janeiro (UERJ).
Especializou-se em 1971 em cirurgia geral no Colégio Brasileiro de Cirurgiões (CBC) e em cirurgia gastroenterológica pela Universidade Federal Fluminense (UFF), no ano de 1977. Pela universidade, obteve o título de mestre em na área de gastroenterologia no ano de 1979. Desde a década de 1980, atuou como professor da UFF, ocupando diversos cargos no departamento de gastroenterologia.

### Atuação
No ano de 1991, Specterow foi admitido pelo presidente Fernando Collor à Ordem do Mérito Militar no grau de Cavaleiro especial.
Foi eleito membro da Academia Nacional de Medicina (ANM) em 1995, ocupando a Cadeira 27, que tem Augusto Brandão Filho como patrono. Ocupou também uma cadeira na Academia de Medicina do Estado do Rio de Janeiro (ACAMERJ).

### Morte
Jayme morreu no Rio de Janeiro, no bairro do Maracanã, na esquina da Rua São Francisco Xavier com a Avenida Maracanã, aos sessenta e sete anos, em um acidente automobilístico. A pista estava escorregadia e o carro que o médico dirigia atingiu outro veículo e o poste. Jayme e sua filha, Simone, vieram à óbito antes de chegar ao Hospital Souza Aguiar. Sua esposa e outra filha, que estevam no carro, tiveram apenas ferimentos.

## Honrarias
- Medalha Pedro Ernesto, honraria concedida pela Câmara Municipal do Rio de Janeiro, por iniciativa do vereador Wanderley Duarte no ano de 1986.[8]
- Medalha Tiradentes, honraria concedia pela Assembleia Legislativa do Rio de Janeiro (Alerj), por iniciativa da deputada Miriam Reid (PMN) no ano de 1998.[9]